# 卓越工程师教育培养计划
卓越工程师教育培养计划，简称卓越计划，是中華人民共和國教育部于2011年1月8日发布实施的一项高等教育培养计划，旨在通过十年时间（2010-2020年），培养一批创新能力强、适应经济社会发展需要的高质量各类型工程技术人才，促进中国从工程教育大国走向工程教育强国。

## 特点
卓越计划透过校企合作的模式，由高校和企业合作培养人才，要充分考虑行业的多样性和对工程型人才需求的多样性，采取多种方式培养工程师后备人才。卓越计划实施的层次包括工科的本科生、硕士研究生、博士研究生三个层次，培养现场工程师、设计开发工程师和研究型工程师等多种类型的工程师后备人才。
2013年，中华人民共和国教育部和中国人民解放军四总部联合下发《关于实施国防生卓越工程师教育培养计划的通知》，确定从2013年起，将卓越工程师教育培养计划扩展至高校国防生。

## 成员

### 第一批（共61所）
清华大学、北京交通大学、北京科技大学、北京邮电大学、华北电力大学、北京化工大学、北京理工大学、北京航空航天大学、北京工业大学、北京石油化工学院、天津大学、燕山大学、太原理工大学、大连理工大学、吉林大学、哈尔滨工业大学、哈尔滨工程大学、黑龙江工程学院、同济大学、上海交通大学、华东理工大学、东华大学、上海大学、上海工程技术大学、上海电力学院、东南大学、河海大学、江南大学、江苏大学、南京工业大学、南京工程学院、浙江大学、浙江工业大学、浙江科技学院、宁波工程学院、合肥工业大学、合肥学院、福州大学、福建工程学院、南昌大学、山东大学、中国石油大学（华东）、山东理工大学、郑州大学、华中科技大学、武汉理工大学、中南大学、湖南大学、湖南工程学院、华南理工大学、汕头大学、东莞理工学院、四川大学、西南交通大学、成都信息工程学院、西安交通大学、长安大学、西安电子科技大学、西北工业大学、西安理工大学、西安建筑科技大学。

### 第二批（共133所）
中国石油大学（北京）、中国地质大学（北京）、北京信息科技大学、北京服装学院、北京印刷学院、北京建筑工程学院、北方工业大学、中国民航大学、天津工业大学、天津科技大学、天津理工大学、华北科技学院、防灾科技学院、河北工业大学、河北联合大学、河北科技大学、石家庄铁道大学、中北大学、内蒙古科技大学、内蒙古工业大学、东北大学、大连海事大学、沈阳大学、沈阳理工大学、辽宁工程技术大学、沈阳工业大学、沈阳建筑大学、辽宁石油化工大学、大连交通大学、沈阳化工大学、辽宁科技大学、大连工业大学、沈阳航空航天大学、长春理工大学、长春工业大学、东北电力大学、长春工程学院、吉林化工学院、东北林业大学、哈尔滨理工大学、东北石油大学、上海理工大学、上海海事大学、上海第二工业大学、上海应用技术学院、上海电机学院、南京大学、南京航空航天大学、南京理工大学、中国矿业大学、中国药科大学、苏州大学、扬州大学、江苏科技大学、南京邮电大学、南京信息工程大学、徐州工程学院、淮阴工学院、常州工学院、盐城工学院、苏州科技大学、常熟理工学院、杭州电子科技大学、浙江理工大学、温州大学、中国计量学院、中国科学技术大学、安徽理工大学、安徽工业大学、安徽建筑工业学院、安徽科技学院、厦门理工学院、江西理工大学、华东交通大学、东华理工大学、南昌航空大学、景德镇陶瓷大学、南昌工程学院、中国海洋大学、青岛大学、山东科技大学、烟台大学、青岛科技大学、青岛理工大学、济南大学、山东建筑大学、河南科技大学、河南理工大学、河南工业大学、华北水利水电学院、郑州轻工业学院、南阳理工学院、武汉大学、中国地质大学（武汉）、长江大学、三峡大学、武汉科技大学、湖北工业大学、武汉工程大学、武汉纺织大学、湖北汽车工业学院、国防科学技术大学、湖南科技大学、长沙理工大学、南华大学、湖南工学院、广东工业大学、广东石油化工学院、广西大学、桂林电子科技大学、桂林理工大学、海南大学、重庆大学、重庆交通大学、重庆邮电大学、重庆科技学院、电子科技大学、成都理工大学、西南科技大学、四川理工学院、成都学院、贵州大学、昆明理工大学、西安科技大学、西安石油大学、西安工程大学、西安工业大学、陕西科技大学、西安邮电学院、兰州理工大学、兰州交通大学、青海大学、宁夏大学。